# Шаркёзи, Иштван
Иштван Шаркёзи (венг. Sárközi István; 21 октября 1947, Ясберень, Яс-Надькун-Сольнок — 31 января 1992, Будапешт) — венгерский футболист, играл на позиции нападающего. Олимпийский чемпион 1968 года.

## Биография

### Клубная карьера
Шаркёзи начинал карьеру в клубе «Эгри», в составе которого играл один сезон. В 1968 году перешёл в МТК, за который играл в течение семи сезонов. В составе этого клуба в 1968 году выиграл Кубок Венгрии. Всего в общей сложности сыграл за МТК 161 матч и забил 23 гола.
В 1975 году перешёл в «Шпартакуш», цвета которого защищал в течение двух сезонов. В 1977 году перешёл в «Секешфехервар», за который играл в течение двух сезонов.
Завершил карьеру в клубе «Эпиток» в 1980 году.

### Карьера в сборной
В составе сборной Венгрии принимал участие на олимпийском футбольном турнире 1968 года и стал олимпийским чемпионом. Он сыграл в матчах группового этапа со сборной Сальвадора (4:0) и Ганой (2:2).

### Смерть
Погиб 31 января 1992 года при невыясненных обстоятельствах под колёсами поезда. Ему было 45 лет.

## Достижения
МТК
- Обладатель Кубка Венгрии (1) : 1968

 Венгрия
- Олимпийский чемпион (1): 1968